# Perrona
Perrona é um gênero de gastrópodes pertencente a família Clavatulidae.

## Espécies
- Perrona aculeiformis (Lamarck, 1816)[3]
- †Perrona anwari Abbass H., 1977 [4]
- †Perrona czarnockii Bałuk, 2003
- †Perrona descendens (Hilber, 1879)
- †Perrona estebbunensis Vera-Peláez & Lozano-Francisco, 2001
- †Perrona harzhauseri Kovács & Vicián, 2021
- †Perrona heinmoorensis Kautsky, 1925[5]
- †Perrona inedita (Bellardi, 1877)
- Perrona jessica Melvill, 1923[6] (taxon inquirendum)
- †Perrona letkesensis (Csepreghy-Meznerics, 1953)
- Perrona micro Rolan, Ryall & Horro, 2008[7]
- †Perrona munizsolisi Vera-Peláez & Lozano-Francisco, 2001
- †Perrona nemethi Kovács & Vicián, 2021
- †Perrona obeliscoides (Millet, 1854)
- Perrona obesa (Reeve, 1842)[8]
- Perrona perron (Gmelin, 1791)[9]
- Perrona quinteni (Nolf & Verstraeten, 2006)
- †Perrona robustocarinifera Landau, Harzhauser, İslamoğlu & Silva, 2013
- †Perrona secunda Lozouet, 2017
- †Perrona semimarginata (Lamarck, 1822)[5]
- †Perrona servata (Sacco, 1890)
- Perrona spirata (Lamarck, 1816)[10]
- Perrona subspirata (Martens, 1902)
- †Perrona taurinensis (Bellardi, 1877)
- †Perrona villarrasensis Vera-Peláez & Lozano-Francisco, 2001

Espécies trazidas para a sinonímia
- Perrona lineata (Lamarck, 1816):[11] sinônimo de Tomellana lineata (Lamarck, 1818)
- Perrona tritonum Schumacher, 1817: sinônimo de Perrona perron (Gmelin, 1791)